# Sunrise Station
Sunrise Station（さんらいず　すていしょん）は、エフエム長崎で放送されている平日朝の生ワイド情報ラジオ番組。放送時間は、毎週月曜〜木曜の7:30〜10:00、金曜の7:30〜9:54。
2006年4月3日から2007年3月30日は放送時間が6:00〜10:00（金曜は9:30まで）であった。それ以前は、7:30〜10:00（金曜は9:30まで）であった。
2013年7月より金曜の放送時間が7:30〜9:45に拡大した。（後枠番組「JR WAKE UP JOURNEY」の枠縮小のため）その後2019年4月より金曜の放送時間が、7:30〜10:54と更に拡大された。

## 現在のパーソナリティ
- 甲斐田貴之(2012.4〜2025.3.31)(月-金)(2025.4.1～)(水-金)
- 林田光弘(2025.4.1～)(月-火)
- 芳野裕美(2020.4〜)（月 - 金）

## 過去のパーソナリティ
- 平川歩美
- 永松ケンシ
- 香月誠司
- 門司正弘
- 小柳和子
- 佐藤美和
- 茂則子
- 前原智恵
- 中村友美
- 山下頼子
- 清島輝喜
- 平川純子
- 福田修志（劇団F'sCompany代表）
- 内藤圭祐
- 風間みなみ
- 石井美紀
- DJ Mark
- 高橋綾
- 岩波彩華
- 坂本真理亜
- 中里玲奈
- 飯森勇人

## 現在の番組内コーナー
- トラフィック・インフォメーション
- ホロスコープ
- 今日は何の日
- デイリー・ウェザー
- サンライズディグソング
- Monday V・ファーレン(月曜7:42)
- おはよう生活情報（月曜：長崎市、火曜：佐世保市）
- ラッキーチョイス！スマホ・ラビゲーター（水曜）
- 佐世保情報（水曜）
- 石原和幸の魔法のステッキ(2014.4〜火曜)
- オンエアファイト825(2013.6月,サンライズ黄金伝説『1ヶ月1万件メール』で初企画、同8月〜,月〜金曜)
- 濱松和夫の+i　〜快適LIFEのススメ〜(2013.8〜木曜)
- アバトーーク(毎週金曜)
- ながさき、台湾紀行(月イチ)

など

## 過去の番組内コーナー
- セイフティドライブインフォメーション
- カレンのフレンドリー・イングリッシュ(2014.4〜水曜) ○○野郎!Xチーム!(時節に開催)
- 映画情報
- Nagasaki Talk Around
- Head Line News
- スポーツニュース
- with MUSIC,with TOPICS
- suzukiドライヴィング・メモリーズ
- チア・アップリクエスト
- NIASキャンパスリクエスト
- 朝から晩ごはん
- 送る！おみやげ大捜査線
- ラッキーチョイス！
- アルカス Music Box
- ラジオドラマ（『てのひらのたね』他）
- 住まいるトーク
- 長崎バイオパーク　ナチュラル・ワールド
- 語逢日和
- 長崎ドコナビ
- Live Info
- サンライズ☆トイエバチャンピオンズリーグ(2013.7〜）

　など